# ميرلين جيمس
ميرلين جيمس (بالإنجليزية: Merlin James)‏ هو كاتب ورسام وفنان بريطاني، ولد في 1960 في كارديف في المملكة المتحدة.